# دکلان رایس
دکلان رایس (انگلیسی: Declan Rice؛ زادهٔ ۱۴ ژانویهٔ ۱۹۹۹) بازیکن فوتبال اهل انگلستان است که برای باشگاه فوتبال آرسنال و تیم ملی فوتبال انگلیس بازی می‌کند.